# Eutemnomastax saurus
Eutemnomastax saurus är en insektsart som först beskrevs av Burr 1899.  Eutemnomastax saurus ingår i släktet Eutemnomastax och familjen Eumastacidae. Inga underarter finns listade i Catalogue of Life.